# Discografia de Lee Hyori
Esta é a discografia da cantora sul-coreana Lee Hyori. Desde o rompimento do Fin.K.L em 2003, Lee lançou cinco álbuns de estúdio, 12 singles e oito singles digital/comerciais.

## Álbuns de estúdio
| Ano  | Título | Melhores posições nas paradas | Vendas          |
| Ano  | Título | KOR                           | Vendas          |
| ---- | --- | ----------------------------- | --------------- |
| 2003 | Stylish - Lançamento: 13 de agosto de 2003 - Gravadora: DSP Media - Formatos: CD                                     | 1                             | - KOR: 153.590+ |
| 2006 | Dark Angel - Lançamento: 11 de fevereiro de 2006 - Gravadora: DSP Media, Mnet Media - Formato: CD                    | 1                             | - KOR: 100.000+ |
| 2008 | It's Hyorish - Lançamento: 24 de junho de 2008 - Gravadora: Mnet Media - Formatos: CD, download digital              | 1                             | - KOR: 100.000+ |
| 2010 | H-Logic - Lançamento: 8 de abril de 2010 - Gravadora: Mnet Media, B2M Entertainment - Formatos: CD, download digital | 15                            | - KOR: 31.756+  |
| 2013 | Monochrome - Lançamento: May 21 de maio de 2013 - Gravadora: B2M Entertainment - Formatos: CD, download digital      | 4                             | - KOR: 12.573+  |

## Singles
| Ano                                                                                          | Título                                                | Melhores posições nas paradas | Melhores posições nas paradas | Vendas                                         | Álbum        |
| Ano                                                                                          | Título                                                | KOR                           | US K-Pop                      | Vendas                                         | Álbum        |
| -------------------------------------------------------------------------------------------- | ----------------------------------------------------- | ----------------------------- | ----------------------------- | ---------------------------------------------- | ------------ |
| 2003                                                                                         | "10 Minutes"                                          | 1                             | —                             |                                                | Stylish      |
| 2003                                                                                         | "Hey Girl"                                            | 4                             | —                             |                                                | Stylish      |
| 2003                                                                                         | "Remember Me"                                         | —                             | —                             |                                                | Stylish      |
| 2006                                                                                         | "Get Ya!"                                             | 1                             | —                             |                                                | Dark Angel   |
| 2006                                                                                         | "Shall We Dance?"                                     | 14                            | —                             |                                                | Dark Angel   |
| 2006                                                                                         | "Straight Up"                                         | —                             | —                             |                                                | Dark Angel   |
| 2008                                                                                         | "U-Go-Girl" (feat. Nassun)                            | 1                             | —                             |                                                | It's Hyorish |
| 2008                                                                                         | "Hey Mr. Big"                                         | 2                             | —                             |                                                | It's Hyorish |
| 2010                                                                                         | "Swing" (그네, Geune) (feat. Gary do Leessang)        | 1                             | —                             | - KOR: 1.179.888+ (somente downloads digitais) | H-Logic      |
| 2010                                                                                         | "Chitty Chitty Bang Bang" (feat. Ceejay do Freshboyz) | 1                             | —                             | - KOR: 2.053.931+ (somente downloads digitais) | H-Logic      |
| 2013                                                                                         | "Miss Korea" (미스코리아, Miskoria)                   | 1                             | 3                             | - KOR: 840.209 (somente downloads digitais)    | Monochrome   |
| 2013                                                                                         | "Bad Girls"                                           | 1                             | 1                             | - KOR: 648.537 (somente downloads digitais)    | Monochrome   |
| "—" indica lançamentos que não figuraram nas paradas ou que não foram lançados nessa região. |                                                       |                               |                               |                                                |              |

### Singles digitais/comerciais
| Ano  | Faixa                                                     | Notas                                                  |
| ---- | --------------------------------------------------------- | ------------------------------------------------------ |
| 2005 | "Anymotion" (feat. Eric Mun)                              | Comercial do Samsung Anycall                           |
| 2006 | "Anyclub" (feat. Teddy Park e Kim Ji-eun)                 | Comercial do Samsung Anycall                           |
| 2006 | "Anystar" (feat. Lee Jun Ki e Park Bom)                   | Comercial do Samsung Anycall                           |
| 2007 | "Toc Toc Toc" (톡톡톡, Toktoktok)                         | If in Love... Like Them OST                            |
| 2008 | "Cat on the Roof" (지붕 위의 고양이, Jibung Wiui Goyangi) | Off the Record: Lee Hyori OST                          |
| 2009 | "As Long as I Love You" (feat. Wilber Pan)                | Comercial chinês do Hyundai i30                        |
| 2011 | "Please Stay Behind" (남아 주세요, Nama Juseyo)           | Canção de caridade para doação para abrigos de animais |
| 2011 | "Remember" (기억해, Gieokhae)                             | Canção de caridade para doação para abrigos de animais |

## Outras canções
| Ano                                                                                          | Título                                                                   | Melhores posições nas paradas | Melhores posições nas paradas | Vendas                                      | Álbum      |
| Ano                                                                                          | Título                                                                   | KOR                           | US K-Pop                      | Vendas                                      | Álbum      |
| -------------------------------------------------------------------------------------------- | ------------------------------------------------------------------------ | ----------------------------- | ----------------------------- | ------------------------------------------- | ---------- |
| 2010                                                                                         | "Bring It Back" (feat. Bekah do After School, e Jeon Ji-yoon do 4Minute) | 5                             | —                             |                                             | H-Logic    |
| 2010                                                                                         | "How Did We Get" (feat. Daesung do Big Bang)                             | 8                             | —                             |                                             | H-Logic    |
| 2010                                                                                         | "I'm Back"                                                               | 11                            | —                             |                                             | H-Logic    |
| 2010                                                                                         | "Love Sign" (feat. Sangchu do Mighty Mouth)                              | 13                            | —                             |                                             | H-Logic    |
| 2010                                                                                         | "Highlight" (feat. Bizzy)                                                | 15                            | —                             |                                             | H-Logic    |
| 2010                                                                                         | "Scandal"                                                                | 16                            | —                             |                                             | H-Logic    |
| 2010                                                                                         | "Get 2 Know" (feat. Double K)                                            | 17                            | —                             |                                             | H-Logic    |
| 2010                                                                                         | "Feel the Same"                                                          | 19                            | —                             |                                             | H-Logic    |
| 2010                                                                                         | "Memory" (feat. Bizzy)                                                   | 23                            | —                             |                                             | H-Logic    |
| 2010                                                                                         | "100 Percent"                                                            | 26                            | —                             |                                             | H-Logic    |
| 2010                                                                                         | "Want Me Back"                                                           | 27                            | —                             |                                             | H-Logic    |
| 2010                                                                                         | "So Cold"                                                                | 28                            | —                             |                                             | H-Logic    |
| 2013                                                                                         | "Love Radar" (feat. Beenzino do Jazzyfact)                               | 27                            | 19                            | - KOR: 161.806 (somente downloads digitais) | Monochrome |
| 2013                                                                                         | "Amor Mio" (Dueto com Bak Ji-yong do Honey G)                            | 49                            | 36                            | - KOR: 103.062 (somente downloads digitais) | Monochrome |
| 2013                                                                                         | "Holly Jolly Bus" (feat. Soonshim the Dog)                               | 53                            | 54                            | - KOR: 82.752+ (somente downloads digitais) | Monochrome |
| 2013                                                                                         | "I Hate Myself" (내가 미워요, Naega Miwoyo)                              | 68                            | 67                            | - KOR: 58.189+ (somente downloads digitais) | Monochrome |
| 2013                                                                                         | "Going Crazy" (미쳐, Micheyo) (feat. Ahn Young-mi)                       | 69                            | 74                            | - KOR: 59.498+ (somente downloads digitais) | Monochrome |
| 2013                                                                                         | "Special"                                                                | 80                            | 76                            | - KOR: 52.281+ (somente downloads digitais) | Monochrome |
| 2013                                                                                         | "Bounced Checks of Love" (사랑의 부도수표, Sarangui Budosupyo)           | 86                            | 89                            | - KOR: 49.654+ (somente downloads digitais) | Monochrome |
| 2013                                                                                         | "Full Moon"                                                              | 87                            | 99                            | - KOR: 51.025+ (somente downloads digitais) | Monochrome |
| 2013                                                                                         | "Trust Me"                                                               | 90                            | 100                           | - KOR: 48.269+ (somente downloads digitais) | Monochrome |
| 2013                                                                                         | "Somebody" (누군가, Nugunga)                                             | 98                            | —                             | - KOR: 45.501+ (somente downloads digitais) | Monochrome |
| 2013                                                                                         | "Wouldn't Ask You" (묻지 않을게요, Mudgi Aneulgeyo)                      | 110                           | —                             | - KOR: 43.465+ (somente downloads digitais) | Monochrome |
| 2013                                                                                         | "Show Show Show" (쇼쇼쇼, Shoshosho)                                     | 113                           | —                             | - KOR: 42.528+ (somente downloads digitais) | Monochrome |
| 2013                                                                                         | "Better Together"                                                        | 122                           | —                             | - KOR: 40.746+ (somente downloads digitais) | Monochrome |
| 2013                                                                                         | "Oars" (노, No)                                                          | 125                           | —                             | - KOR: 39.317+ (somente downloads digitais) | Monochrome |
| "—" indica lançamentos que não figuraram nas paradas ou que não foram lançados nessa região. |                                                                          |                               |                               |                                             |            |

## Videoclipes
| Ano  | Single                                                | Diretor         | Notas                              |
| ---- | ----------------------------------------------------- | --------------- | ---------------------------------- |
| 2003 | "10 Minutes"                                          | Seo Hyeon-seung | Estreia solo                       |
| 2003 | "Hey Girl"                                            |                 |                                    |
| 2005 | "Anymotion" (feat. Eric Mun)                          | Cha Eun-taek    | 1º videoclipe para Samsung Anycall |
| 2005 | "Anyclub" (feat. Teddy Park e Kim Ji-eun)             | Cha Eun-taek    | 2º videoclipe para Samsung Anycall |
| 2006 | "Get Ya!"                                             | Cha Eun-taek    |                                    |
| 2006 | "Shall We Dance?"                                     | Seo Hyeon-seung |                                    |
| 2006 | "Straight Up"                                         |                 |                                    |
| 2006 | "Anystar" (feat. Lee Joon-gi e Park Bom)              | Cha Eun-taek    | 3º videoclipe para Samsung Anycall |
| 2007 | "Toc Toc Toc"                                         | Cha Eun-taek    |                                    |
| 2008 | "U-Go-Girl" (feat. Nassun)                            | Cha Eun-taek    |                                    |
| 2008 | "Hey Mr. Big"                                         | Seo Hyeon-seung |                                    |
| 2009 | "As Long as I Love You" (feat. Wilber Pan)            |                 | Comercial chinês para Hyundai i30  |
| 2010 | "Swing" (feat. Gary do Leessang)                      | Cha Eun-taek    |                                    |
| 2010 | "Chitty Chitty Bang Bang" (feat. Ceejay do Freshboyz) | Cha Eun-taek    |                                    |
| 2013 | "Miss Korea"                                          | Cha Eun-taek    |                                    |
| 2013 | "Bad Girls"                                           | Cha Eun-taek    |                                    |
| 2013 | "Amor Mio" (Dueto com Bak Ji-yong do Honey G)         |                 |                                    |